# Weiße Laaber bei Waltersberg
Die Weiße Laaber bei Waltersberg ist ein Naturschutzgebiet bei Deining im Oberpfälzer Landkreis Neumarkt in der Oberpfalz in Bayern.
Das Naturschutzgebiet befindet sich nahe Waltersberg und 4,2 Kilometer südlich von Deining. Es ist Bestandteil des Fauna-Flora-Habitat-Gebiets Weiße, Wissinger, Breitenbrunner Laaber u. Kreuzberg bei Dietfurt
Das etwa 36 ha große Areal ist ein vielfältig strukturierter, naturnaher Talabschnitt der Weißen Laaber. Es ist als Feuchtgebietskomplex für gefährdete Tier- und Pflanzenarten von großer Bedeutung. Das Quell- und Niedermoorgebiet der Talaue ist ein Lebensraum von typischen Lebensgemeinschaften. In diesem Gebiet sind Sukzessionsstadien der Auwald- und Moorbildung anzutreffen. Das Naturschutzgebiet wurde am 1. November 1983 unter Schutz gestellt.

## Siehe auch

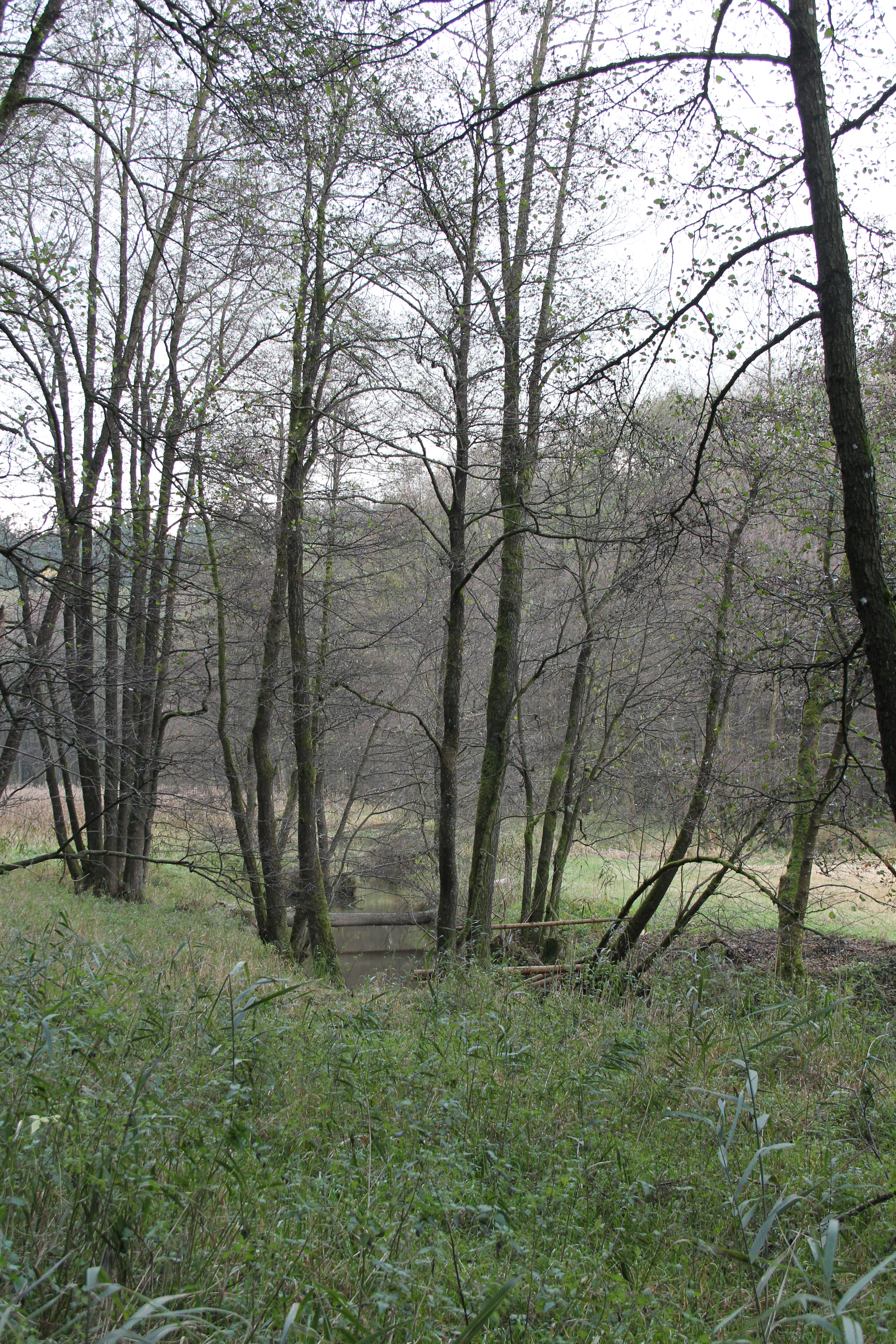
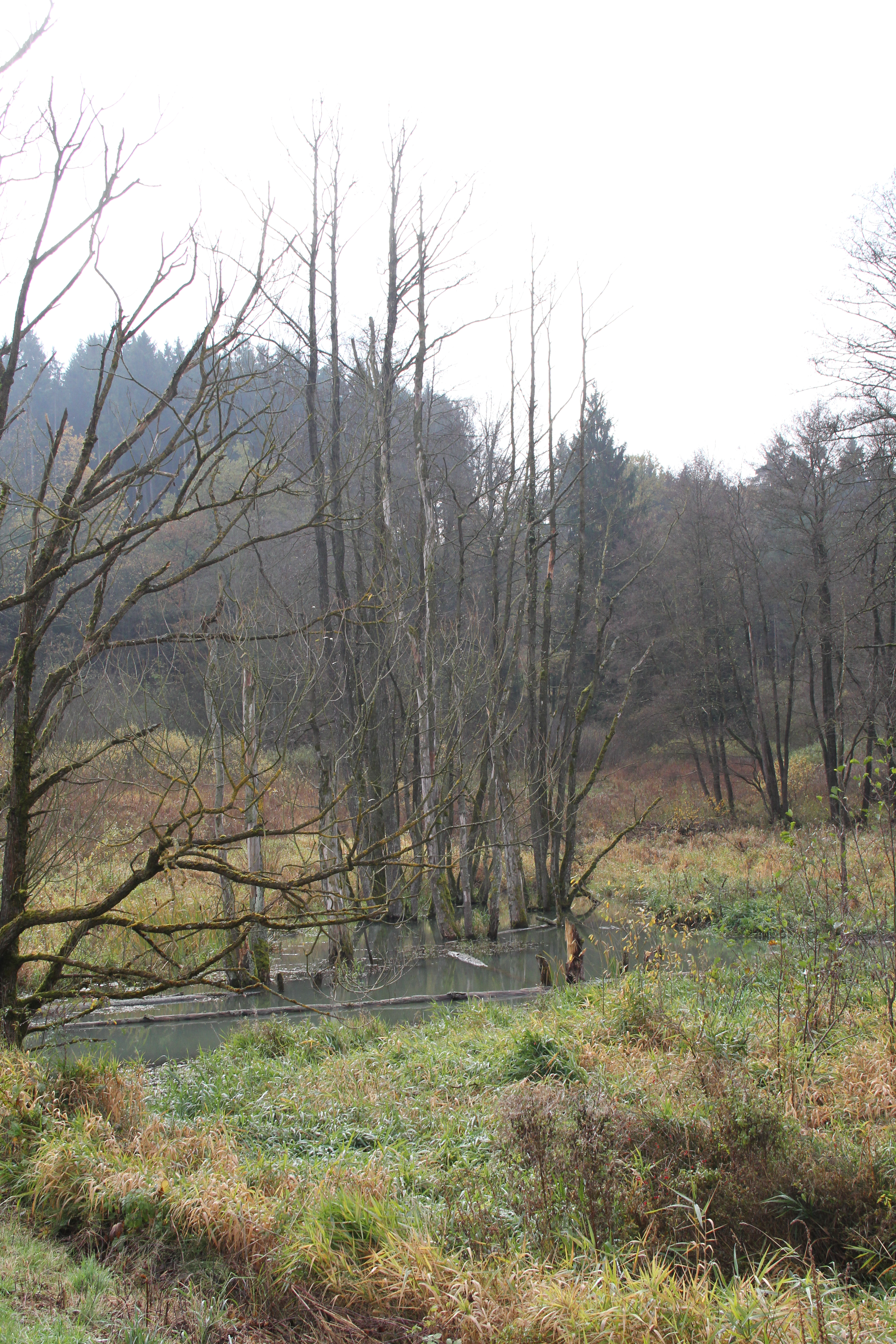
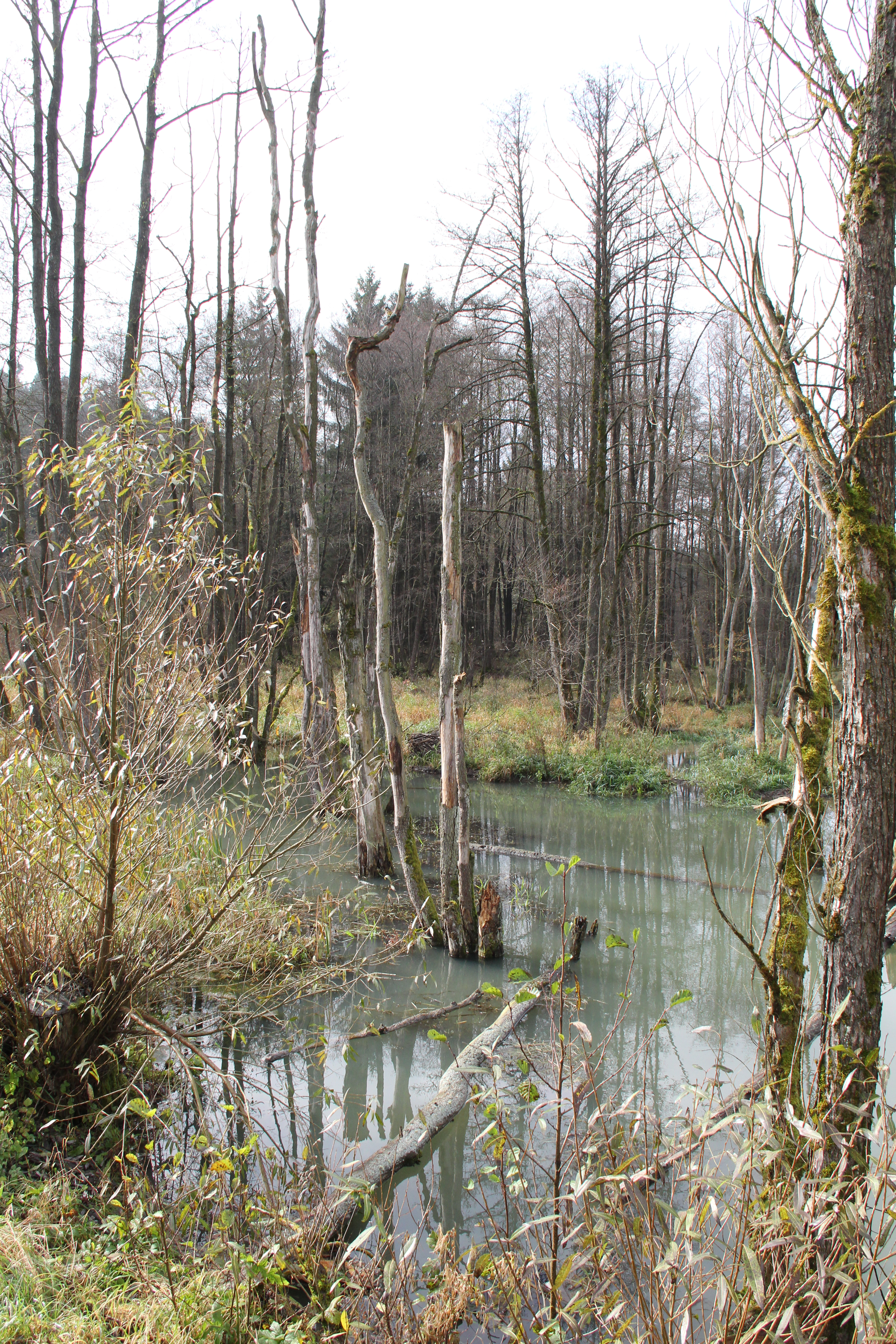